# 法國國鐵CC 7100型電力機車
CC 7100型电力机车是法国阿尔斯通公司为法国国家铁路公司设计制造的一种干线电力机车，适用于供电制式为1500伏直流电的电气化铁路，在1952年至1955年共制造了58台。CC 7100型机车以其优秀性能、高可靠性，以及在1954年、1955年先后两次打破铁路车辆最高速度的世界纪录，成为法国在第二次世界大战之后最著名的电力机车车型之一，其改进型更被出口至多个国家。

## 發展历史

### CC 7000型
在1940年代以前，由于当时电力机车速度一般仅达到100～120公里/小时，牵引电动机通常采用轴承式半悬挂，即牵引电机的一端通过抱轴轴承刚性地支承在车轴上，另一端弹性地悬挂在转向架构架上，并通过刚性或弹性齿轮传动，但在列车运行时轮对所产生的冲击振动会直接传给牵引电动机，不利于进一步提高速度。至1940年代末，架承式全悬挂方式面世，牵引电动机固定悬挂在转向架构架上，在牵引电动机轴端和小、大齿轮之间加入各种弹性连接元件，以减小冲击振动的影响；这种方式由于簧下质量较小，轮轨垂向动荷载较小，有利于机车高速运行。法国在电力动车组上率先进行了轴承式和架承式的对比试验，证明了架承式的许多优点。1949年，阿尔斯通公司向法国国家铁路公司交付了两台CC 7000型电力机车（CC 7001～7002），为法国第一种采用阿尔斯通架承式结构的电力机车，持续功率为4000马力（2980千瓦）。这两台机车在巴黎—波尔多铁路投入运行试验，最高运营速度140～160公里/小时，最高试验速度达180公里/小时。

### CC 7100型
随着巴黎—里昂铁路于1952年完成电气化，鉴于CC 7000型机车运行表现良好，法国国铁向阿尔斯通公司订购了35台电力机车并于同年交付，随后又增购了23台，定型为CC 7100型（7101～7158）。与实验性的CC 7000型机车相比，投入批量生产的CC 7100型机车在结构上基本与前者相同，但持续功率提高到4740马力（3540千瓦），机车总重由96吨增加到107吨，机车单位功率重量由31千瓦/吨提高到33千瓦/吨。CC 7100型机车的出现令巴黎与里昂之间的直达特快列车运行时间缩短到4小时10分，全程平均速度达123公里/小时。58台CC 7100型机车之中，有6台机车加装了受电靴，在尚贝里（Chambery）—莫达讷（Modane）的第三轨供电铁路运用。
在1980年代，CC 7100型机车相继进行了翻新，车体外观上的改变包括：拆除了车体下部的裙板、在车头加装红灯等。在投入服务近50年后，CC 7100型机车至2000年代初陆续报废。

### 速度纪录
法国是较早开始研究高速铁路及既有线旅客列车提速的国家之一，自1950年代起法国国铁多次进行高速试验以收集数据。1954年2月21日，未经任何改造的CC 7121号机车牵引三节试验车（定额111吨），在第戎—博讷铁路的最高试验速度达到243公里/小时，刷新了上一次由德国铁路齐柏林号（Schienenzeppelin）于1931年创造的铁路车辆最高速度世界纪录。
这次成功更进一步鼓励法国国铁于1955年初进行另外一系列高速试验，在1955年3月28日，CC 7107号机车牵引三节流线型试验车（定额103.5吨），在将接触网网压由1500伏提高到1900伏、将传动齿轮比由2.606修改为1.145、加装轮盘制动、提高机车牵引功率的条件下，于波尔多—达克斯（Dax）铁路以瞬时速度326公里/小时再次刷新了世界电力机车速度纪录，瞬间峰值功率达到8900千瓦；但由于当时的铁路技术对机车高速运行时的弓网关系（受电弓—接触网关系）并没有太多认识，导致机车在高速试验期间出现严重弓网拉弧，并在冲击最高速度之后发生受电弓弓头、滑板脱落的事故，但幸运地并没有对架空接触网造成破坏，这次试验直接对后来的弓网动力学、轮轨关系研究产生重要的启蒙影响。
仅在CC 7107号机车创造世界纪录之后一天，即1955年3月29日，由日蒙-施耐德公司（Jeumont-Schneider）制造的BB 9004号电力机车也在相同线路上达到了331公里/小时的最高试验速度，成为世界上速度最快的电力机车，其速度纪录一直保持了五十多年，直到2006年才被德国西门子“欧洲短跑手”（EuroSprinter）系列的ES64U4型电力机车以357公里/小时所打破。虽然CC 7107号机车的纪录仅保持了一天，但实际上它至今仍然是世界上速度最高的Co-Co轴式机车。

## 衍生车型

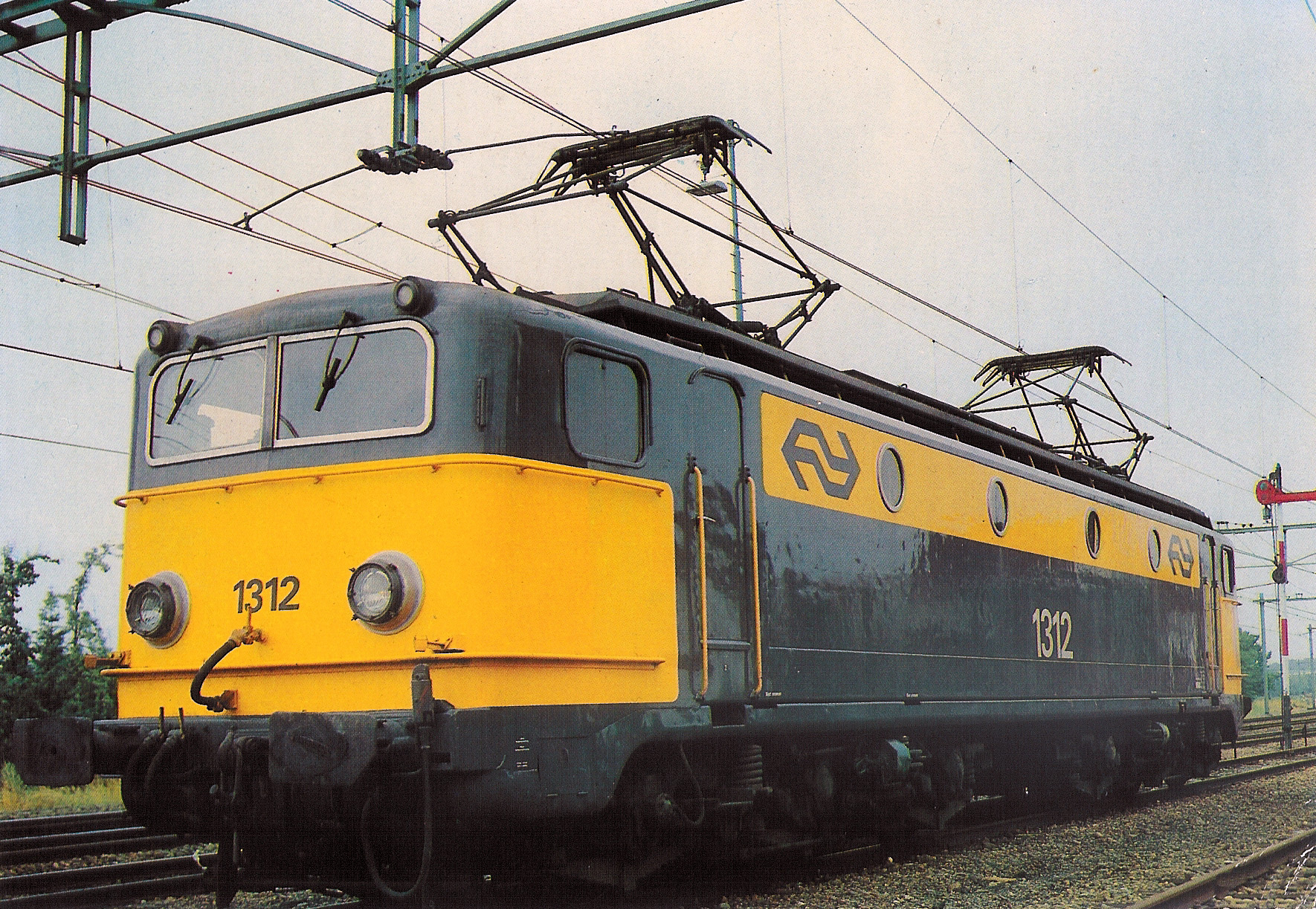
荷兰铁路1300型电力机车

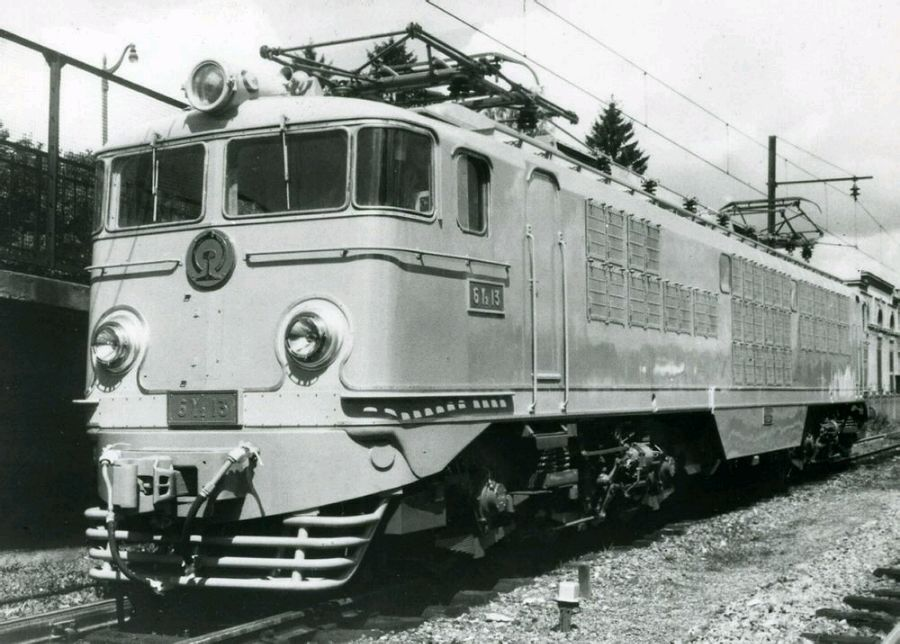
中国铁路6Y2型电力机车

- 荷兰铁路1300型电力机车：1952年至1956年间，荷兰铁路公司向阿尔斯通公司订购了16台电力机车，定型为1300型（1301～1316），机车总体结构与CC 7100型相同，电流制式均为1500伏直流电，最高速度130公里/小时，持续功率3,159千瓦。
- 西班牙国铁276型电力机车：西班牙国家铁路（RENFE）于1956年至1965年间引进了CC 7100型电力机车，共136台，定型为276型。其中少数由法国直接整车进口，大部分均由阿尔斯通公司提供生产技术、西班牙铁路建设和辅助器材有限公司（CAF）负责在国内制造及组装。276型机车在CC 7100型基础上作出了一些改动，以适应西班牙铁路的1,668毫米宽轨轨距和3千伏直流供电制式。
- 摩洛哥国铁E800型电力机车：原法属殖民地摩洛哥在成功争取独立之后，摩洛哥国家铁路局（ONCF）于1959年至1963年从法国共进口7台电力机车，定型为E800型（E801～E807），是摩洛哥第一种电力机车，其结构基本与CC 7100型相同，采用3千伏直流供电制式。
- 阿尔及利亚国铁6.BE型电力机车：原法属殖民地阿尔及利亚在争取独立的同时，阿尔及利亚铁路国家铁路公司（CFA）于1958年引进6台CC 7100型机车，定型为6.BE型（6.BE.1～6.BE.6），与出口摩洛哥的产品相同[7]。
- 苏联铁路F型电力机车：苏联于1959年至1960年间向阿尔斯通公司订购了50台电力机车，定型为F型。这批机车以CC 7100型为基础，但作出了较大改动，以满足苏联铁路的宽轨轨距，同时按苏联的要求将电流制式改为25千伏工频单相交流电，采用引燃管整流并改进了通风系统。
- 中国铁路6Y2型电力机车：1960年代初，由于中国国产第一代干线电力机车——6Y1型质量不过关，未能批量生产，为了应付电力机车短缺的情况，中华人民共和国铁道部进口了一批由阿尔斯通公司生产的电力机车作为过渡，定型为6Y2型，共计25台，其结构与苏联铁路F型机车基本相同，均为交—直流电传动，采用引燃管整流。

## 车辆保存

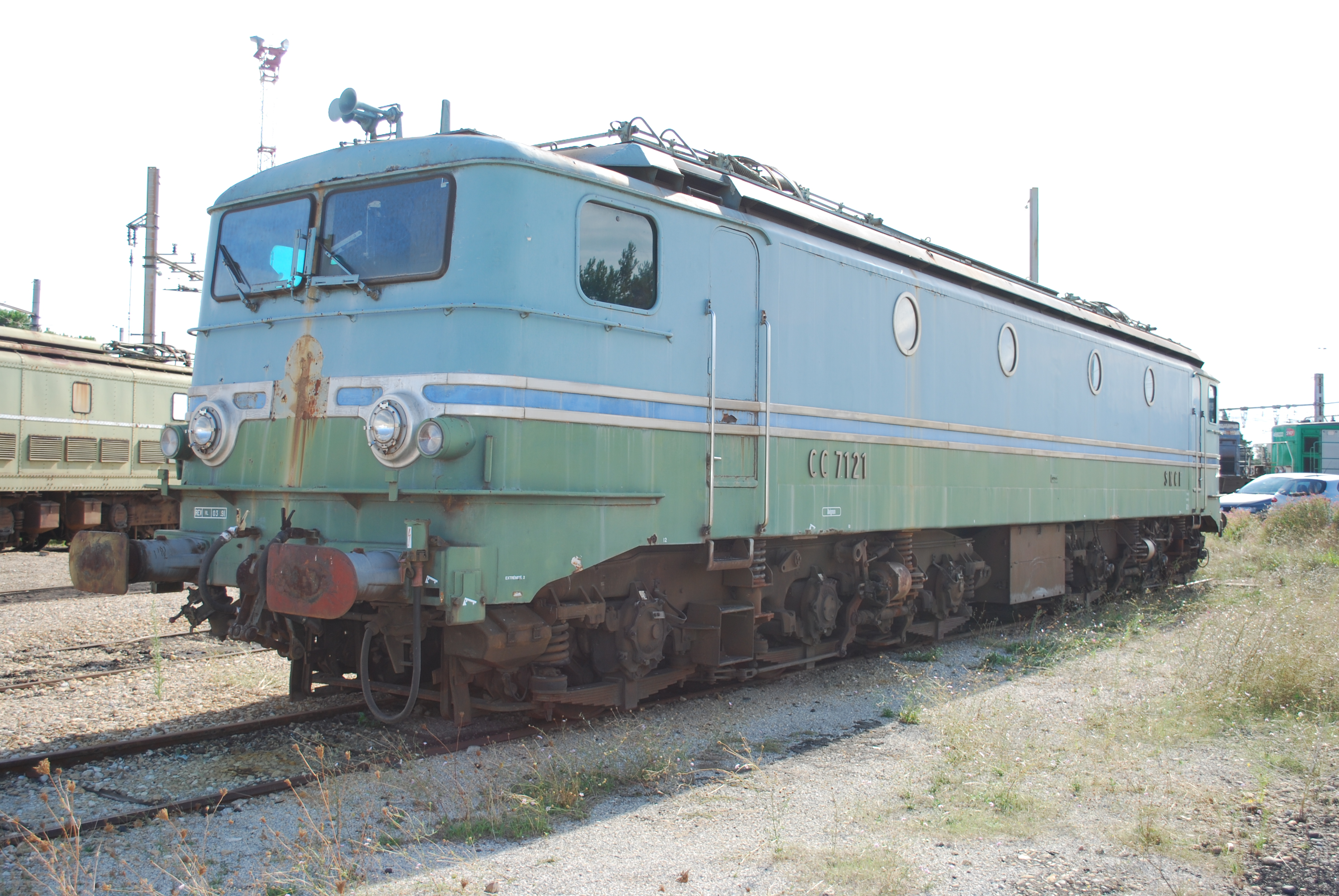
保存于米拉马斯的CC 7121号机车

### CC 7000型
- CC 7002：法国罗纳-阿尔卑斯大区昂貝略昂比熱

### CC 7100型
- CC 7102、7016：法国罗纳-阿尔卑斯大区昂貝略昂比熱
- CC 7107：法国阿尔萨斯大区米卢斯法国铁道博物馆（Musée Français du Chemin de Fer）
- CC 7121：法国普罗旺斯-阿尔卑斯-蓝色海岸大区米拉马斯（Miramas）
- CC 7140：法国普罗旺斯-阿尔卑斯-蓝色海岸大区鲁瓦亚河畔布雷伊（Breil-sur-Roya）

## 参看
- 軌道車輛速度紀錄
- 法国高速列车
- 苏联铁路F型电力机车
- 中国铁路6Y2型电力机车